# Bo, Sierra Leone
Bo är Sierra Leones andra största stad, med cirka 174 000 invånare. Staden är huvudort för Southern Province samt distriktet Bo.